# 性ホルモン結合グロブリン
性ホルモン結合グロブリン（Sex hormone-binding globulin, SHBG）または性ステロイド結合グロブリン（Sex steroid-binding globulin, SSBG）は、アンドロゲンとエストロゲンに結合する糖タンパク質である。プロゲステロン、コルチゾール、その他の副腎皮質ホルモン等の他のステロイドホルモンはトランスコルチン（CBG）に結合する。SHBGは、鳥類を除くすべての脊椎動物に存在する。

## 機能
テストステロンとエストラジオールは、主に血清アルブミン（約54％）に緩く結合し、SHBG（約44％）にはあまり結合していない状態で血流に乗っている。結合していない“遊離型”は約1～2％と極僅かであるが、生物学的に活性があり、細胞内に入って受容体を活性化することができる。SHBGは、これらのホルモンの働きを阻害する。従って、性ホルモンのバイオアベイラビリティーは、SHBGのレベルに影響される。各種性ステロイドのSHBGに対する相対的な結合親和性は、ジヒドロテストステロン（DHT）＞テストステロン＞アンドロステンジオール＞エストラジオール＞エストロンの順である。DHTは、テストステロンの約5倍、エストラジオールの約20倍の親和性でSHBGに結合する。デヒドロエピアンドロステロン（DHEA）はSHBGに弱く結合するが、デヒドロエピアンドロステロン硫酸エステルはSHBGに結合しない。アンドロステンジオンはSHBGにも結合せず、アルブミンとのみ結合している。エストロン硫酸エステルとエストリオールもSHBGとの結合率は低い。プロゲステロンがSHBGに結合する割合は1％以下である。
通常、女性のSHBG濃度は男性の約2倍である。女性の場合、SHBGはアンドロゲンとエストロゲンの両方への曝露を制限する役割を果たす。女性のSHBG濃度が低いと、アンドロゲンとエストロゲンへの曝露量が増えるため、高アンドロゲン血症や子宮内膜癌の原因となる。妊娠中は、高濃度のエストロゲンによって肝臓でのSHBG産生が活性化されるため、SHBG濃度は5倍から10倍に増加する。妊娠中にSHBG濃度が高くなることは、胎盤で代謝されない胎児性アンドロゲンへの曝露から母親を守る役割を果たしていると考えられる。まれな遺伝的SHBG欠損症による妊婦の重度の高アンドロゲン血症の症例報告はその傍証となる。

## 生合成
SHBGは主に肝臓で生産され、血中に放出される。SHBGを産生する他の部位としては、脳、子宮、精巣、胎盤等がある。

## 遺伝子
SHBGの遺伝子は、17番染色体の短腕、バンド17p12→p13の間に位置するShbgと呼ばれるものである。相補的なDNA鎖上には、スペルミジン／スペルミンN1-アセチル転移酵素ファミリーメンバー2（SAT2）の遺伝子が重なっている。その近くにはp53とATP1B2の遺伝子があり、相補鎖には脆弱X精神遅滞タンパク質2（FXR2）の遺伝子がある。8つのエクソンがあり、そのうちエクソン1には1L、1T、1Nと呼ばれる3つのバリエーションがあり、それぞれPL、PT、PNという3つのプロモーターにより起動される。SHBGは、1L、2、3、4、5、6、7、8のエクソンが繋がっている。SHBG-Tはエクソン7を欠くが、エクソン1TがSAT2と共通のプロモーターPTによって反対側の鎖で促進されるというバリエーションがある。

### 遺伝子多型
このタンパク質の遺伝子には、異なる効果を持つバリエーションがある。ヒトの場合、一般的な多型には次のようなものがある。
Rs6259（17番染色体上のAsp327Asn 7633209とも呼ばれる）は、N-グリコシル化部位が1つ増え、余分な糖が付加される。この結果、タンパク質の循環半減期が長くなり、濃度が上昇する。健康への影響としては、子宮内膜癌のリスクが低下すること、また、全身性エリテマトーデスのリスクが上昇することが挙げられる。
Rs6258はSer156Proとも呼ばれ、17番染色体の7631360にある。
Rs727428の7634474はヒトの数パーセントに存在する。
(TAAAA)(n)は、5つの塩基対で、反対側のDNA鎖に可変回数繰り返す。

## プロモーター活性化
肝臓のSHBGのプロモーターは、DR1などのシスエレメントに肝細胞核因子4α（HNF4A）が結合することで、SHBGの産生を開始する。プロモーター上の第3の部位では、PPARγ2がHNF4Aと競合し、このPPARγ2が遺伝子のRNAへのコピーを抑制する。HNF4Aの濃度が低い場合、COUP-TFが第1の部位に結合し、SHBGの産生を停止させる。

## タンパク質構造
性ホルモン結合グロブリンはホモ二量体であり、同一のペプチド鎖を2本持つ構造となっている。アミノ酸配列は、精巣で産生されるアンドロゲン結合タンパク質と同じであるが、異なるオリゴ糖が結合している。
SHBGには2つのラミニンG様ドメインがあり、疎水性の分子を結合するポケットを形成している。ステロイドはタンパク質のアミノ末端にあるLGドメインに結合する。ドメインのポケット内にはセリン残基があり、これが2種類のステロイドを異なる場所に引き寄せ、向きを変えさせる。アンドロゲンはA環のC3官能基で結合し、エストロゲンはD環のC17水酸基で結合する。この2つの異なる配向により、ポケットへの入り口とtrp84の位置（ヒトの場合）を覆うループが変化する。このようにして、タンパク質全体が、自身の表面にどのようなホルモンを搭載しているかを知らせている。ステロイド結合LGドメインは、エクソン2から5でコードされている。リンカー領域は2つのLGドメインを結合している。
SHBGの前駆体は、産生当初は29個のアミノ酸からなるシグナルペプチドが連結している。残りのペプチドは373個のアミノ酸で構成されており、2箇所にジスルフィド結合を有する。
糖は、2箇所のアスパラギンのN-グリコシル化部位（351と367）と、1箇所のトレオニンのO-グリコシル化部位（7）に結合している。

### 金属
カルシウムイオンは、ペプチドの二量体形成に必須である。また、ペプチド鎖の立体構造を整えるために亜鉛イオンが必要とされる。

## 制御
SHBGには、ホルモンの増強作用と抑制作用の両方がある。インスリン、成長ホルモン、インスリン様成長因子1（IGF-1）、アンドロゲン、プロラクチン、トランスコルチンの濃度が高いと減少する。エストロゲンやチロキシンが多いと増加する。
肥満に伴うSHBGの減少の説明として、最近では、糖類や単糖類による肝脂肪生成、肝脂質全般、TNF-αやインターロイキンなどのサイトカインがSHBGを減少させ、その一方でインスリンは減少させないことが示唆されている。例えば、TNF-αを阻害する抗乾癬薬はSHBGを増加させる。甲状腺ホルモンの効果も含めて、これらに共通する下流のメカニズムは、HNF4（肝細胞核因子4）の抑制的制御である。

## 血中濃度
SHBGの血液検査の参考基準値が定められている。
| 対象                   | 範囲          |
| ---------------------- | ------------- |
| 成人女性、閉経前       | 40–120 nmol/L |
| 成人女性、閉経後       | 28–112 nmol/L |
| 成人男性               | 20–60 nmol/L  |
| 乳児（1～23ヶ月）      | 60–252 nmol/L |
| 思春期前小児（2～8歳） | 72–220 nmol/L |
| 思春期女性             | 36–125 nmol/L |
| 思春期男性             | 16–100 nmol/L |

## 臨床的意義

### 高値・低値

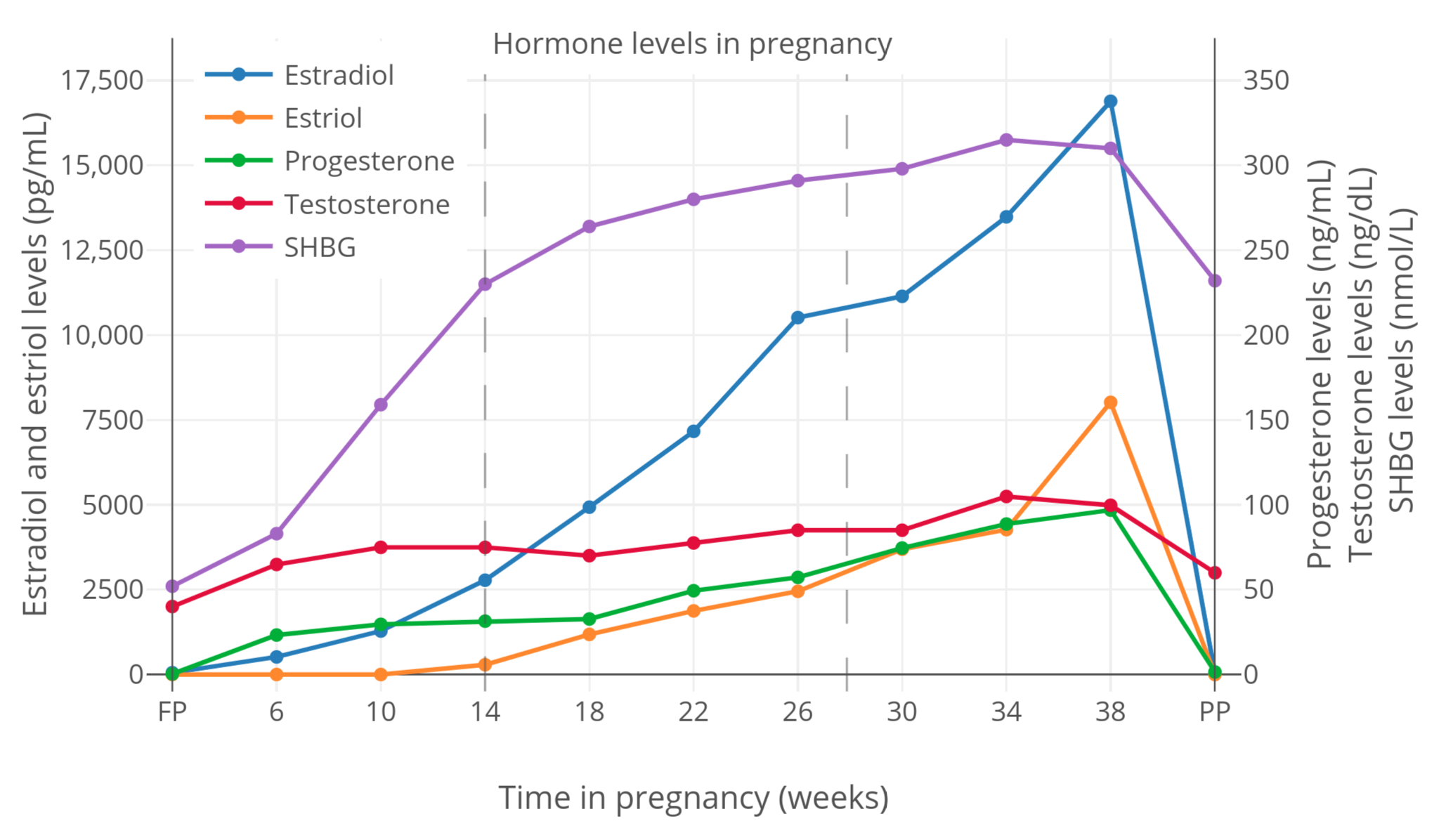
妊婦における性ホルモンとSHBG濃度の推移。

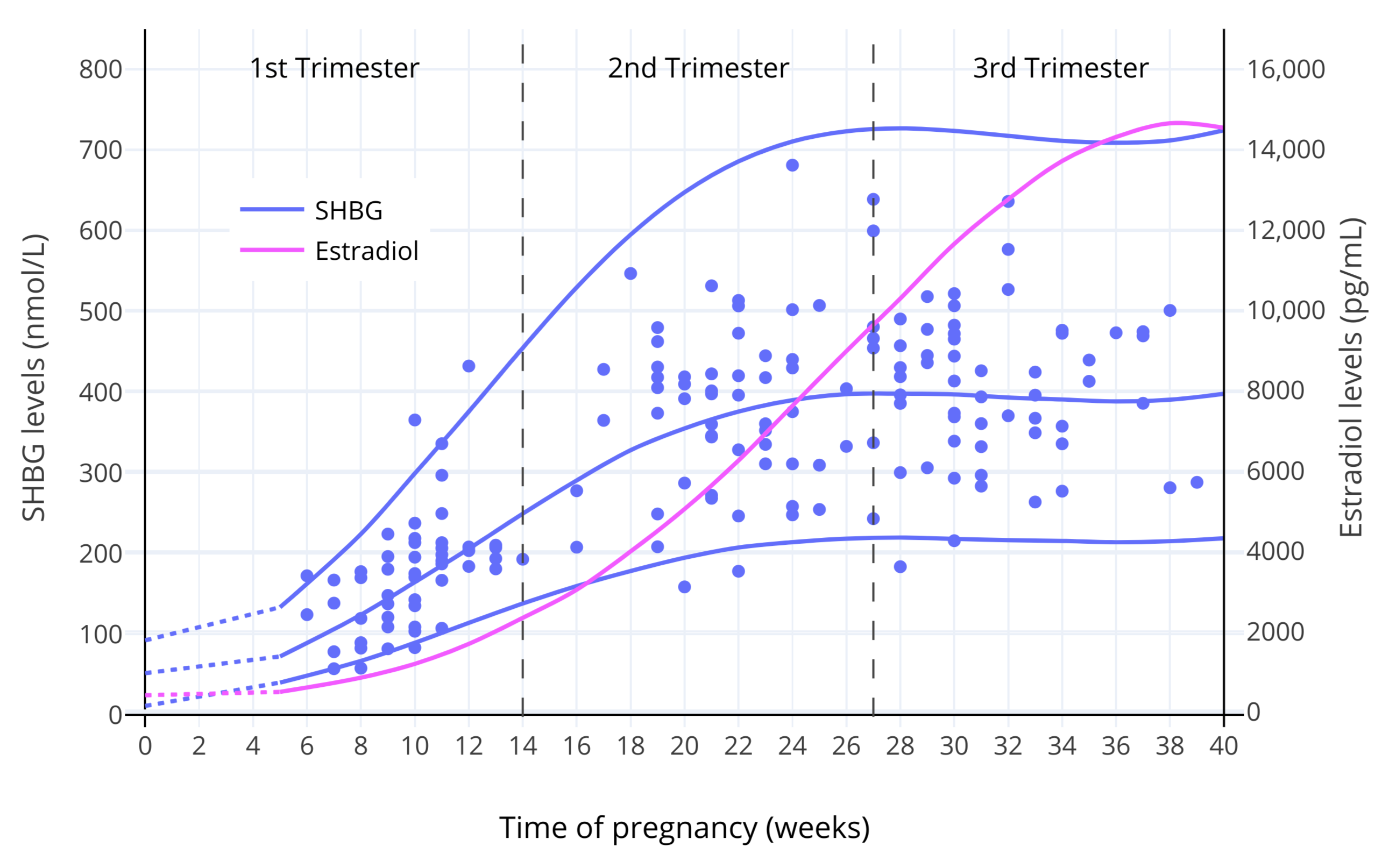
妊娠期間中のSHBG(青点)とエストラジオール濃度(桃色)。青線中央はSHBG平均値、上下線は95%信頼区間。左端の点線は外挿値。

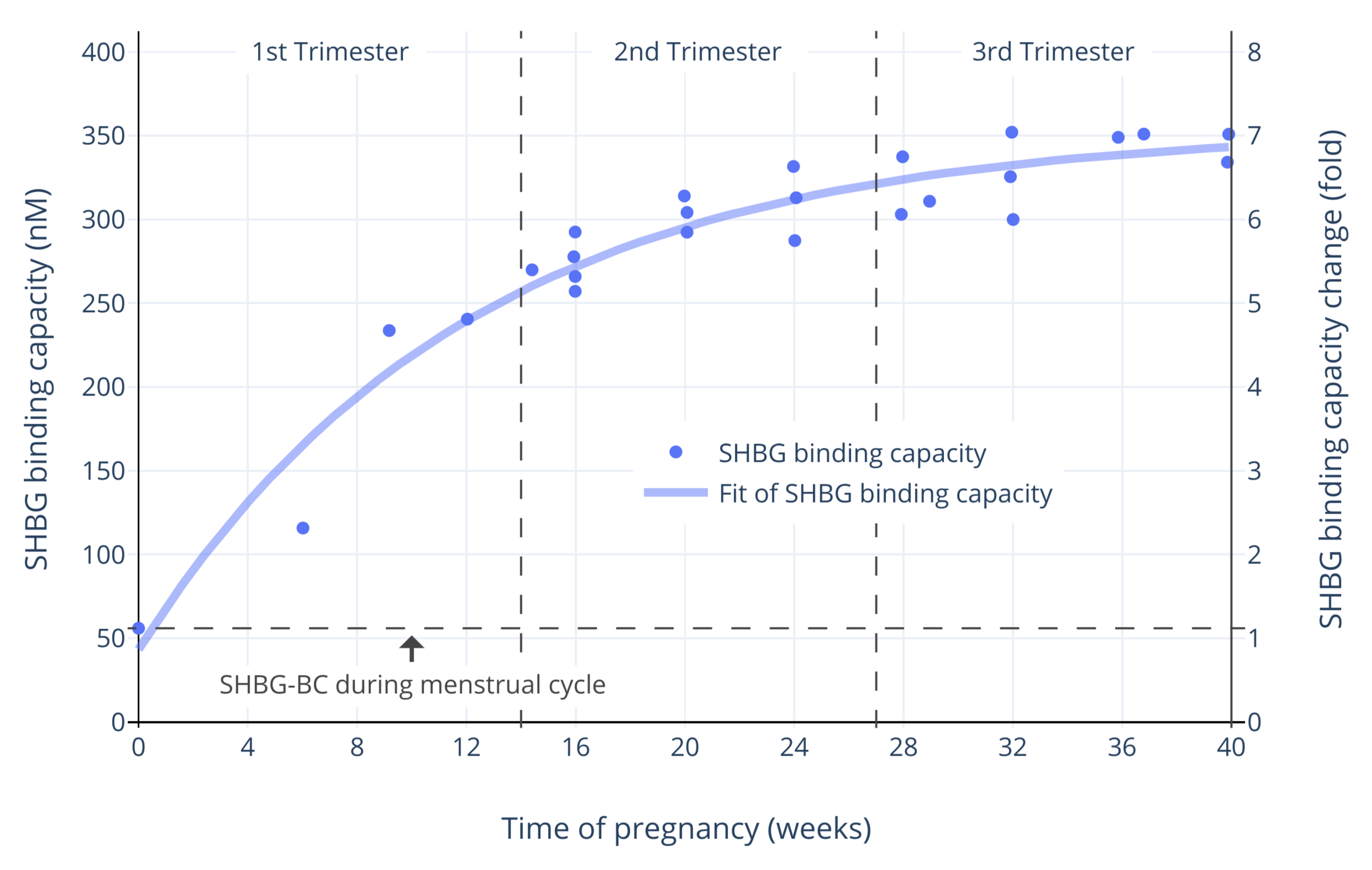
妊婦におけるSHBG結合容量の推移。

SHBG値は、アンドロゲン、蛋白同化ステロイドの投与、多嚢胞性卵巣症候群、甲状腺機能低下症、肥満、クッシング症候群、先端肥大症等によって低下する。SHBG値が低いと、2型糖尿病になる可能性が増加する。SHBG値は、エストロゲン状態（経口避妊薬）、妊娠、甲状腺機能亢進症、肝硬変、神経性食欲不振症、特定の薬剤等で上昇する。50％以上の長期カロリー制限（齧歯類）は、SHBGを増加させ、遊離型および総テストステロン、エストラジオールを減少させる。SHBGとの親和性が低いDHEA-Sはカロリー制限の影響を受けない。多嚢胞性卵巣症候群はインスリン抵抗性と関連しており、過剰なインスリンはSHBGを低下させ、遊離型テストステロン値を上昇させる。
ヒトの胎児は、子宮内ではSHBG濃度が低く、性ホルモンの活動が活発になる。出生後、SHBG濃度は上昇し、子供時代を通じて高濃度を維持する。思春期になると、女子のSHBG値は半分に、男子は4分の1に減少する。思春期の変化は成長ホルモンによって引き起こされ、その脈動は男女で異なる。妊婦では、妊娠3ヶ月目になるとSHBG値が通常の女性の5～10倍にまで上昇する。これは、胎児から分泌されるホルモンの影響を防ぐためだと考えられる。
肥満の女性は、SHBG濃度が低いため、初潮が早くなる可能性が高いと言われている。拒食症や痩せ型の女性は、SHBG濃度が高くなり、無月経になる可能性がある。

### 2型糖尿病
インスリン抵抗性や2型糖尿病の発症には、SHBG濃度の低下やSHBG遺伝子の特定の多型が関与していると言われている。このような作用は、細胞レベルで直接作用していると考えられ、特定の組織の細胞膜に高親和性のSHBG受容体が存在することが明らかになっている。

### 薬剤投与
エチニルエストラジオールを含有する経口避妊薬は、女性においてSHBG濃度を2～4倍に増加させ、遊離テストステロン濃度を40～80％減少させる。これらの薬剤は面皰や多毛症などの高アンドロゲン血症の症状を治療するために使用される。経口避妊薬の中には、高用量のエチニルエストラジオールを含むもの（現在は販売中止）があり、SHBG濃度を5～10倍にまで上昇させる可能性がある。
また、メステロロンやダナゾールなどの蛋白同化ステロイド、レボノルゲストレルやノルエチステロンなどの黄体ホルモン系ステロイドなど、SHBGとの親和性が高く、内因性ステロイドをSHBGから追い出し、内因性ステロイドの遊離濃度を上昇させる薬剤がある。治療域濃度のダナゾール、メチルテストステロン、フルオキシメステロン、レボノルゲストレル、ノルエチステロンは、それぞれテストステロンの83～97％、48～69％、42～64％、16～47％を占有または置換すると推定されている一方、エチニルエストラジオール、酢酸シプロテロン、酢酸メドロキシプロゲステロンなど、SHBGとの親和性が低いものは、テストステロンのSHBG結合部位の1％以下を占有または置換する。
薬剤別の具体的な結合率は、英語版「Sex hormone-binding globulin#Medications」を参照。

## 内因性ステロイドの結合

### 測定
血清エストラジオールまたはテストステロンを調べる場合、遊離および結合分画を含む総量を測定するか、または遊離分のみを測定することができる。性ホルモン結合グロブリンは、総テストステロン濃度とは別に測定することができる。
遊離アンドロゲン指標は、テストステロンとSHBGの比を表しており、遊離テストステロンの活性を要約するのに用いられる。

### 親和性・結合率
| ステロイド                                                                                            | SHBG親和性 | SHBG親和性  | 血漿タンパク質結合率（男性） | 血漿タンパク質結合率（男性） | 血漿タンパク質結合率（男性） | 血漿タンパク質結合率（男性） | 血漿タンパク質結合率（男性） | 血漿タンパク質結合率（女性，卵胞期） | 血漿タンパク質結合率（女性，卵胞期） | 血漿タンパク質結合率（女性，卵胞期） | 血漿タンパク質結合率（女性，卵胞期） | 血漿タンパク質結合率（女性，卵胞期） |
| ステロイド                                                                                            | RBA (%)    | K (106 M−1) | 総濃度 (nM)                  | 遊離型 (%)                   | SHBG (%)                     | CBG (%)                      | アルブミン (%)               | 総濃度 (nM)                          | 遊離型 (%)                           | SHBG (%)                             | CBG (%)                              | アルブミン (%)                       |
| --- | ---------- | ----------- | ---------------------------- | ---------------------------- | ---------------------------- | ---------------------------- | ---------------------------- | ------------------------------------ | ------------------------------------ | ------------------------------------ | ------------------------------------ | ------------------------------------ |
| アルドステロン                                                                                        | 0.017      | 0.21        | 0.35                         | 37.1                         | 0.10                         | 21.2                         | 41.6                         | 0.24                                 | 36.8                                 | 0.23                                 | 21.9                                 | 41.2                                 |
| 3α-アンドロスタンジオール                                                                             | 82         | 1300        | 0.41                         | 0.85                         | 13.7                         | <0.1                         | 85.5                         | 0.068                                | 0.71                                 | 27.9                                 | <0.1                                 | 71.4                                 |
| アンドロステンジオール                                                                                | 97         | 1500        | 4.3                          | 3.24                         | 60.4                         | <0.1                         | 36.3                         | 2.4                                  | 1.73                                 | 78.8                                 | <0.1                                 | 19.4                                 |
| アンドロステンジオン                                                                                  | 2.3        | 29          | 4.1                          | 7.85                         | 2.82                         | 1.37                         | 88.0                         | 5.4                                  | 7.54                                 | 6.63                                 | 1.37                                 | 84.5                                 |
| アンドロステロン                                                                                      | 1.1        | 14          | 2.0                          | 4.22                         | 0.73                         | 0.52                         | 94.5                         | 1.5                                  | 4.18                                 | 1.77                                 | 0.54                                 | 93.5                                 |
| コルチコステロン                                                                                      | 0.18       | 2.2         | 12                           | 3.39                         | 0.09                         | 77.5                         | 19.0                         | 7.0                                  | 3.28                                 | 0.22                                 | 78.1                                 | 18.4                                 |
| コルチゾール                                                                                          | 0.13       | 1.6         | 400                          | 3.91                         | 0.08                         | 89.5                         | 6.57                         | 400                                  | 3.77                                 | 0.18                                 | 89.7                                 | 6.33                                 |
| コルチゾン                                                                                            | 0.22       | 2.7         | 72                           | 16.2                         | 0.54                         | 38.0                         | 45.3                         | 54                                   | 15.8                                 | 1.30                                 | 38.6                                 | 44.3                                 |
| デヒドロエピアンドロステロン                                                                          | 5.3        | 66          | 24                           | 4.13                         | 3.38                         | <0.1                         | 92.4                         | 17                                   | 3.93                                 | 7.88                                 | <0.1                                 | 88.1                                 |
| 11-デオキシコルチコステロン                                                                           | 1.9        | 24          | 0.20                         | 2.69                         | 0.80                         | 36.4                         | 60.1                         | 0.12                                 | 2.62                                 | 1.91                                 | 36.9                                 | 58.6                                 |
| 11-デオキシコルチゾール                                                                               | 1.3        | 16          | 1.4                          | 3.37                         | 0.67                         | 77.1                         | 18.9                         | 0.60                                 | 3.24                                 | 1.57                                 | 77.1                                 | 18.1                                 |
| ジヒドロテストステロン                                                                                | 220        | 5500        | 1.7                          | 0.88                         | 59.7                         | 0.22                         | 39.2                         | 0.65                                 | 0.47                                 | 78.4                                 | 0.12                                 | 21.0                                 |
| エストラジオール                                                                                      | 49         | 680         | 0.084                        | 2.32                         | 19.6                         | <0.1                         | 78.0                         | 0.29                                 | 1.81                                 | 37.3                                 | <0.1                                 | 60.8                                 |
| エストリオール                                                                                        | 0.35       | 4.3         | 0.037                        | 8.15                         | 0.44                         | <0.2                         | 91.3                         | 0.10                                 | 8.10                                 | 1.06                                 | <0.2                                 | 90.7                                 |
| エストロン                                                                                            | 12         | 150         | 0.081                        | 3.96                         | 7.37                         | <0.1                         | 88.6                         | 0.23                                 | 3.58                                 | 16.3                                 | <0.1                                 | 80.1                                 |
| エチコラノロン                                                                                        | 0.11       | 1.4         | 1.3                          | 8.15                         | 0.14                         | 0.44                         | 91.3                         | 1.2                                  | 8.13                                 | 0.35                                 | 0.46                                 | 91.1                                 |
| プレグネノロン                                                                                        | 1.1        | 14          | 2.4                          | 2.87                         | 0.50                         | 0.16                         | 96.5                         | 2.2                                  | 2.85                                 | 1.21                                 | 0.16                                 | 95.8                                 |
| 17α-ヒドロキシプレグネノロン                                                                          | 0.19       | 2.3         | 5.4                          | 4.27                         | 0.12                         | <0.1                         | 95.5                         | 3.5                                  | 4.26                                 | 0.30                                 | <0.1                                 | 95.4                                 |
| プロゲステロン                                                                                        | 0.71       | 8.8         | 0.57                         | 2.39                         | 0.26                         | 17.2                         | 80.1                         | 0.65                                 | 2.36                                 | 0.63                                 | 17.7                                 | 79.3                                 |
| 17α-ヒドロキシプロゲステロン                                                                          | 0.8        | 9.9         | 5.4                          | 2.50                         | 0.31                         | 41.3                         | 55.9                         | 1.8                                  | 2.44                                 | 0.73                                 | 42.1                                 | 54.7                                 |
| テストステロン                                                                                        | 100        | 1600        | 23                           | 2.23                         | 44.3                         | 3.56                         | 49.9                         | 1.3                                  | 1.36                                 | 66.0                                 | 2.26                                 | 30.4                                 |
| 男性のSHBG、CBG、アルブミン濃度はそれぞれ28nM、0.7μM、0.56mM。女性では、それぞれ37nM、0.7μM、0.56mM。 |            |             |                              |                              |                              |                              |                              |                                      |                                      |                                      |                                      |                                      |

## 関連文献
- “Sex hormone-binding globulin mediates steroid hormone signal transduction at the plasma membrane”. The Journal of Steroid Biochemistry and Molecular Biology 69 (1–6):  481–5. (1999). doi:10.1016/S0960-0760(99)00070-9. PMID 10419028.
- “Molecular analyses of a human sex hormone-binding globulin variant: evidence for an additional carbohydrate chain”. The Journal of Clinical Endocrinology and Metabolism 75 (4):  1066–70. (October 1992). doi:10.1210/jcem.75.4.1400872. PMID 1400872.
- “Characterization of the human sex hormone binding globulin (SHBG) gene and demonstration of two transcripts in both liver and testis”. Nucleic Acids Research 17 (22):  9245–58. (November 1989). doi:10.1093/nar/17.22.9245. PMC 335128. PMID 2587256.
- “The human sex hormone-binding globulin gene contains exons for androgen-binding protein and two other testicular messenger RNAs”. Molecular Endocrinology 3 (11):  1869–76. (November 1989). doi:10.1210/mend-3-11-1869. PMID 2608061.
- “Characterization of a cDNA coding for sex steroid-binding protein of human plasma”. FEBS Letters 219 (2):  405–9. (July 1987). doi:10.1016/0014-5793(87)80261-2. PMID 2956125.
- “A cDNA coding for human sex hormone binding globulin. Homology to vitamin K-dependent protein S”. FEBS Letters 220 (1):  129–35. (August 1987). doi:10.1016/0014-5793(87)80890-6. PMID 2956126.
- “Amino acid sequence of the sex steroid binding protein of human blood plasma”. Biochemistry 25 (23):  7584–90. (November 1986). doi:10.1021/bi00371a048. PMID 3542030.
- “Physicochemical characteristics of human sex hormone binding globulin: evidence for two identical subunits”. Journal of Steroid Biochemistry 24 (4):  815–24. (April 1986). doi:10.1016/0022-4731(86)90442-5. PMID 3702459.
- “Molecular characterization of a genetic variant of the steroid hormone-binding globulin gene in heterozygous subjects”. The Journal of Clinical Endocrinology and Metabolism 80 (4):  1253–6. (April 1995). doi:10.1210/jc.80.4.1253. PMID 7714097.
- “Characterization of single-nucleotide polymorphisms in coding regions of human genes”. Nature Genetics 22 (3):  231–8. (July 1999). doi:10.1038/10290. PMID 10391209.
- “Crystal structure of human sex hormone-binding globulin: steroid transport by a laminin G-like domain”. The EMBO Journal 19 (4):  504–12. (February 2000). doi:10.1093/emboj/19.4.504. PMC 305588. PMID 10675319.
- “Human sex hormone-binding globulin promoter activity is influenced by a (TAAAA)n repeat element within an Alu sequence”. The Journal of Biological Chemistry 276 (39):  36383–90. (September 2001). doi:10.1074/jbc.M104681200. PMID 11473114.
- “Sex hormone-binding globulin in the human prostate is locally synthesized and may act as an autocrine/paracrine effector”. The Journal of Biological Chemistry 277 (29):  26618–22. (July 2002). doi:10.1074/jbc.M202495200. PMID 12015315.
- “O-Glycosylation of human sex hormone-binding globulin is essential for inhibition of estradiol-induced MCF-7 breast cancer cell proliferation”. Molecular and Cellular Endocrinology 189 (1–2):  135–43. (March 2002). doi:10.1016/S0303-7207(01)00725-0. PMID 12039072.
- “Resolution of a disordered region at the entrance of the human sex hormone-binding globulin steroid-binding site”. Journal of Molecular Biology 318 (3):  621–6. (May 2002). doi:10.1016/S0022-2836(02)00169-9. PMID 12054810.
- “Identification of common variants in the SHBG gene affecting sex hormone-binding globulin levels and breast cancer risk in postmenopausal women”. Cancer Epidemiology, Biomarkers & Prevention 17 (12):  3490–8. (December 2008). doi:10.1158/1055-9965.EPI-08-0734. PMC 2660245. PMID 19064566.
- Trkiehl (2011年). “SHBG - SNPedia”. 2014年7月13日閲覧。